# Cerodontha magellani
Cerodontha magellani är en tvåvingeart som beskrevs av Spencer 1982. Cerodontha magellani ingår i släktet Cerodontha och familjen minerarflugor. Inga underarter finns listade i Catalogue of Life.